# Fachwerkbrücke

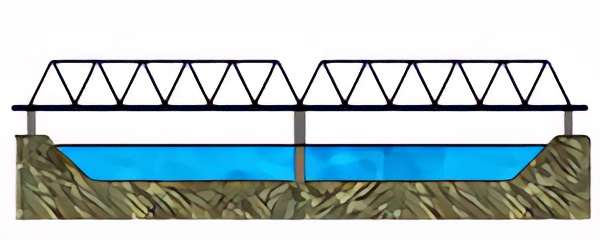
Fachwerkbrücke

Eine Fachwerkbrücke ist eine Brücke, deren Tragwerk im Wesentlichen aus Fachwerken besteht.

## Arten und Formen
Fachwerkbrücken werden in der Regel als Stahlbau ausgeführt, kleinere auch als Holzbau. Vereinzelt gibt es auch Fachwerkbrücken aus Spannbeton. Im 19. Jahrhundert wurden Fachwerkbrücken aus Holz oder aus Schmiedeeisen gebaut.
Fachwerkbrücken gibt es für praktisch alle Nutzungsarten wie Straßen-, Eisenbahn- oder Fußgängerbrücken usw.
Fachwerkbrücken gibt es in fast allen Formen der Konstruktion wie Balkenbrücken (mit Durchlaufträgern oder Gerberträgern), Auslegerbrücken, Bogenbrücken (bei denen der Bogen aus einem Fachwerk besteht) sowie Trestle-Brücken, Hänge- und Schrägseilbrücken (mit Fahrbahnträgern aus Fachwerk).
Fachwerkbrücken können eine obenliegende oder abgehängte oder untenliegende Fahrbahn haben und parallelgurtige oder nicht parallelgurtige Fachwerke haben. Sie haben in der Regel ebene Fachwerke zu beiden Seiten des Fahrbahnträgers, vereinzelt gibt es auch Brücken mit einem Raumfachwerk.

## Geschichte
Die erste Darstellung von Fachwerkbrücken machte Andrea Palladio in seinem 1570 erschienenen Werk I quattro libri dell’architettura (Die vier Bücher zur Architektur) im dritten Buch in Kap. VII und VIII. Zu ihren Vorläufern gehören die im 18. Jahrhundert aus Spreng- und Hängewerken entwickelten, immer komplexeren fächerförmigen und geschachtelten Hängesprengwerke, die unter anderen von den Gebrüdern Hans Ulrich und Johannes Grubenmann gebaut wurden. Als unmittelbare Vorläufer gelten das von James King entworfene und von William Etheridge verbesserte Lehrgerüst der Westminster Bridge und die von diesem entworfenen Old Walton Bridge und die Mathematical Bridge.
Die ersten Fachwerkbrücken wurden in den USA von den Pionieren des Baus großer Holzbrücken wie Timothy Palmer, Lewis Wernwag und Theodore Burr errichtet. Sie bauten kombinierte Fachwerk-Bogenbrücken, aus denen sehr bald die nordamerikanische Form der gedeckten Brücke (Covered Bridge) entstand. Die ersten hölzernen Fachwerke wurden von Burr (Burr Truss), William Howe (Howeträger), Ithiel Town (Townscher Lattenträger), Stephen Harriman Long und anderen weiterentwickelt. Die Baustatik war zu der Zeit noch in ihren Anfängen. Im Zeitalter der sich rasch ausbreitenden Eisenbahnen entwickelten deren Brückenbau-Ingenieure verschiedene Formen von Fachwerkträgern, die insbesondere in den USA aus Konkurrenzgründen patentiert wurden. Europäer brachten die Ideen von ihren Amerikareisen mit nach Hause. Carl Ghega verwendete sie bei der Eisenbahnbrücke Marburg an der Drau und Karl Culmann brachte aus den USA seine „Fachwerktheorie“ mit, die zur Grundlage der europäischen Fachwerkkonstruktionen wurde und von vielen namhaften Ingenieuren wie z. B. J. Mohnié und Johann Wilhelm Schwedler weiterentwickelt wurde.
Langfristig wurde die Entwicklung von Fachwerkträgern bestimmt von der Entwicklung der Material- und Lohnkosten. Das anfänglich teure Schmiedeeisen und niedrige Lohnkosten bedingten filigrane, materialsparende Formen. Der spätere, in großen Mengen verfügbare Stahl, der mit geringen Kosten zu standardisierten Trägerprofilen gewalzt wurde, und wesentlich höhere Lohnkosten führten zu größeren und einfacheren Formen, die andererseits mit komplexen Berechnungen konstruiert wurden und nicht mehr den patentierten Mustern entsprachen.
Zu Beginn wurden Fachwerkbrücken in Europa genietet, in Nordamerika dagegen in der Regel mit Bolzen verbunden. Die ersten geschweißten Brücken gab es um 1930, üblich wurden sie erst nach dem Zweiten Weltkrieg. Heute werden sie geschweißt oder verschraubt.

## Formen von Fachwerkbrücken

### Grundformen

Parallelgurtiges Fachwerk
Nicht parallelgurtiges Fachwerk
Fachwerk mit untenliegender Fahrbahn
Fachwerk mit obenliegender Fahrbahn

### Europäische Formen

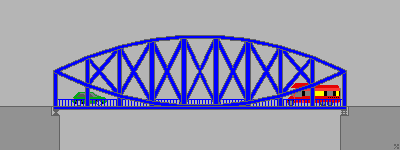
Linsenträger (oberhalb der Fahrbahn), Lavesträger, Pauliträger
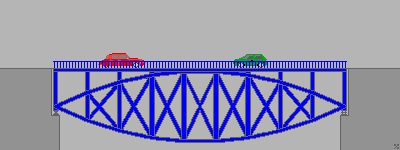
Linsenträger (unterhalb der Fahrbahn)
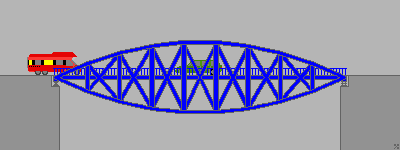
Linsenträger (mit mittig angeordneter Fahrbahn)
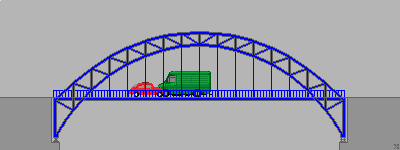
Fachwerk-Bogenbrücke
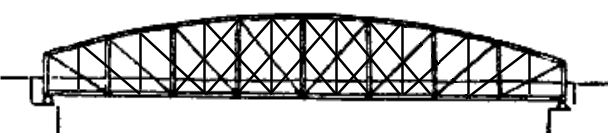
Ständerfachwerk mit kreuzenden Streben (Mohniéträger)
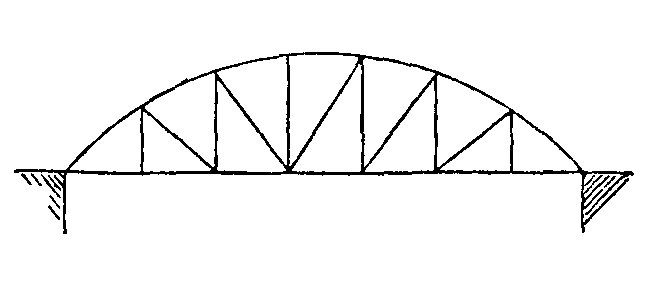
Parabelträger
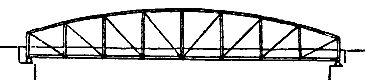
Halbparabelträger
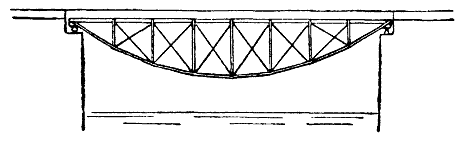
Fischbauchträger
Ständerfachwerk
Strebenfachwerk
Strebenfachwerk mit Pfosten
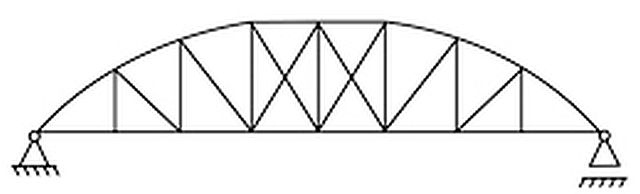
Schwedlerträger (für die Praxis mit horizontalem Obergurt sowie Gegendiagonalen im Mittelteil)
K-Träger
Andreaskreuz

### Fachwerke US-amerikanischer historischer Holzbrücken

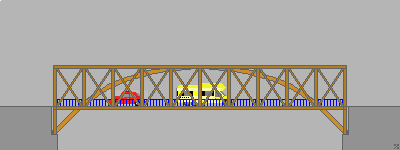
Burr Truss (1804) nach Theodore Burr (mit nach außen geneigten Streben)
Pratt truss nach Thomas Willis Pratt (1812–1875) und Caleb Pratt (mit diagonalen, zur Brückenmitte geneigten Zugstangen)
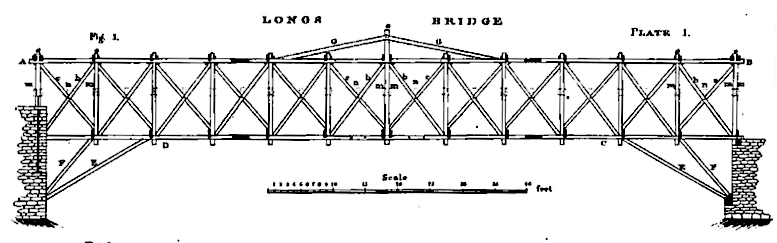
Long truss nach Stephen H. Long (1784–1864)
Howe truss nach William Howe (1803–1852) (mit vertikalen Zugstangen)
Townscher Lattenträger (1820, 1835) nach Ithiel Town

### In Nordamerika im 19. Jahrhundert übliche patentierte Fachwerke (trusses)

Warren truss nach James Warren (1806–1908) und Willoughby T. Monzoni
Bowstring truss nach Squire Whipple (1804–1888) (mit einem Bogen)
Bailey truss nach Donald Coleman Bailey (1901–1985)
Baltimore truss
Bollman-Träger
Brown truss
Camelback truss (wie Parker, aber mit genau 5 Geraden im oberen Gurt)
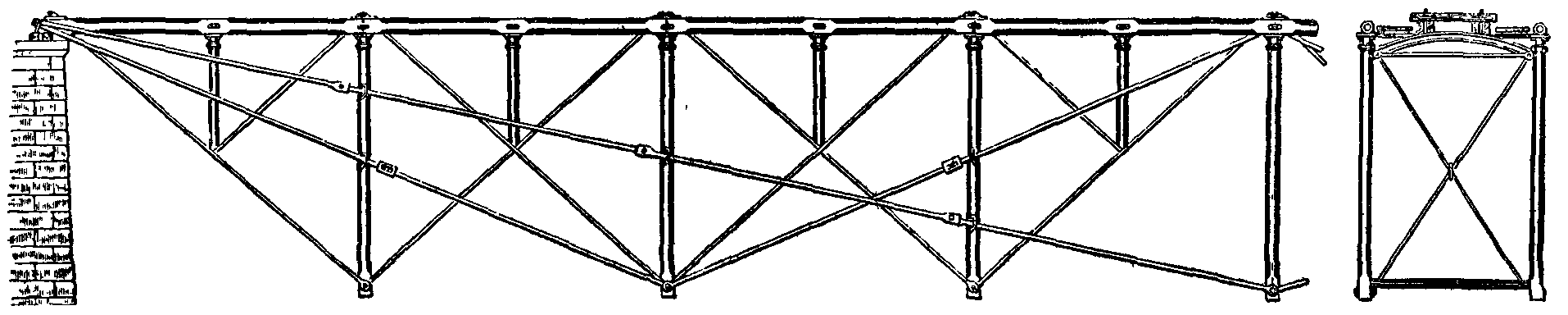
Finkträger
K-truss
Lenticular truss, Pauli truss
Parker truss (mit einem Polygon)
Pegram truss
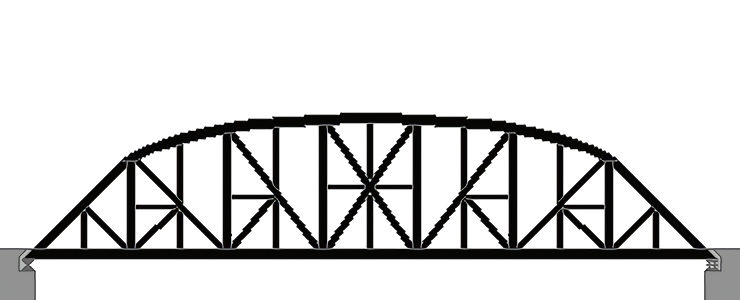
Pennsylvania truss
Pennsylvania Petit truss
Post truss
Thacher truss
Whipple truss

## Beispiele

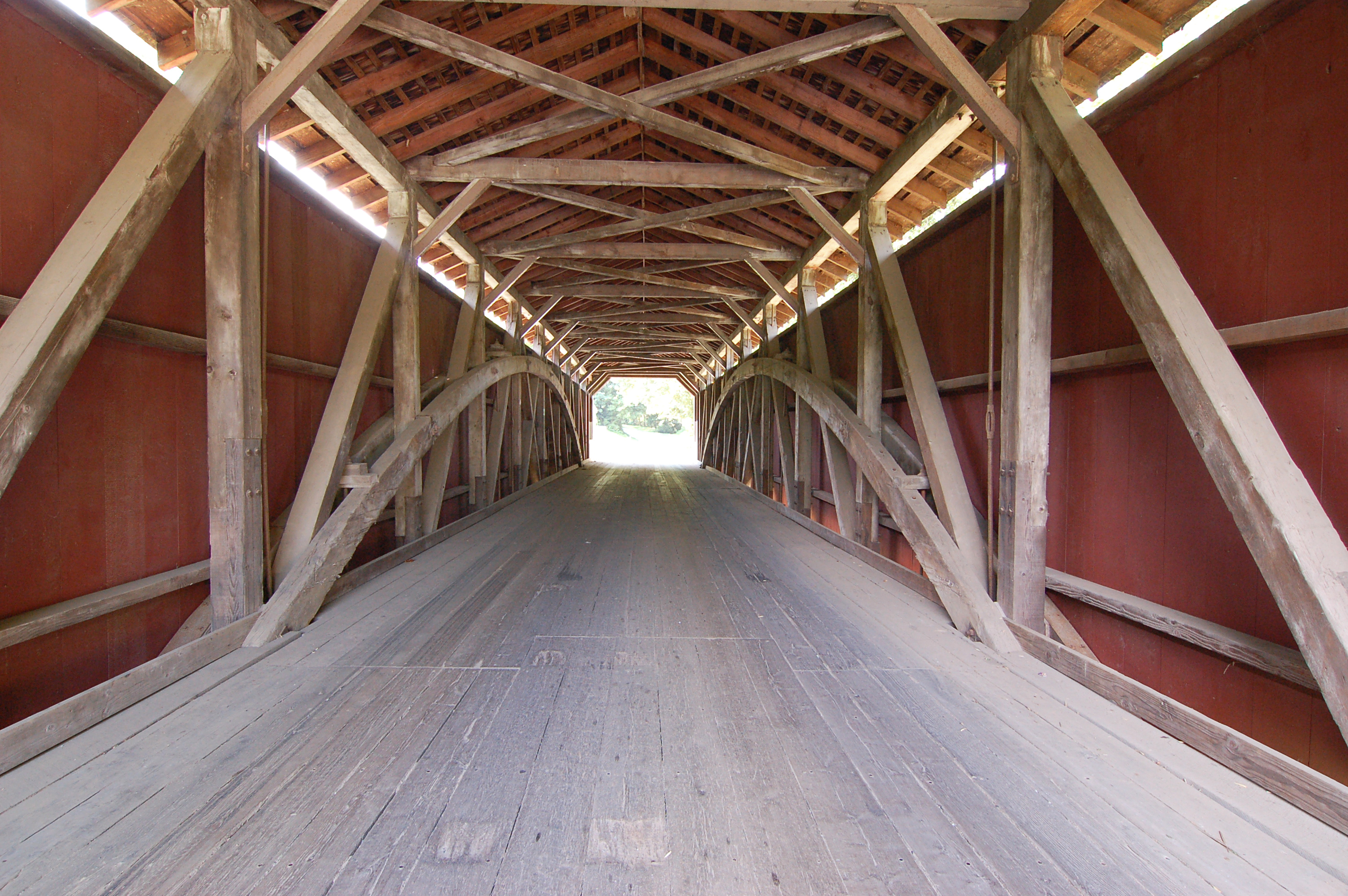
Burr Truss, Baumgardener's Covered Bridge (1860), Pennsylvania, USA
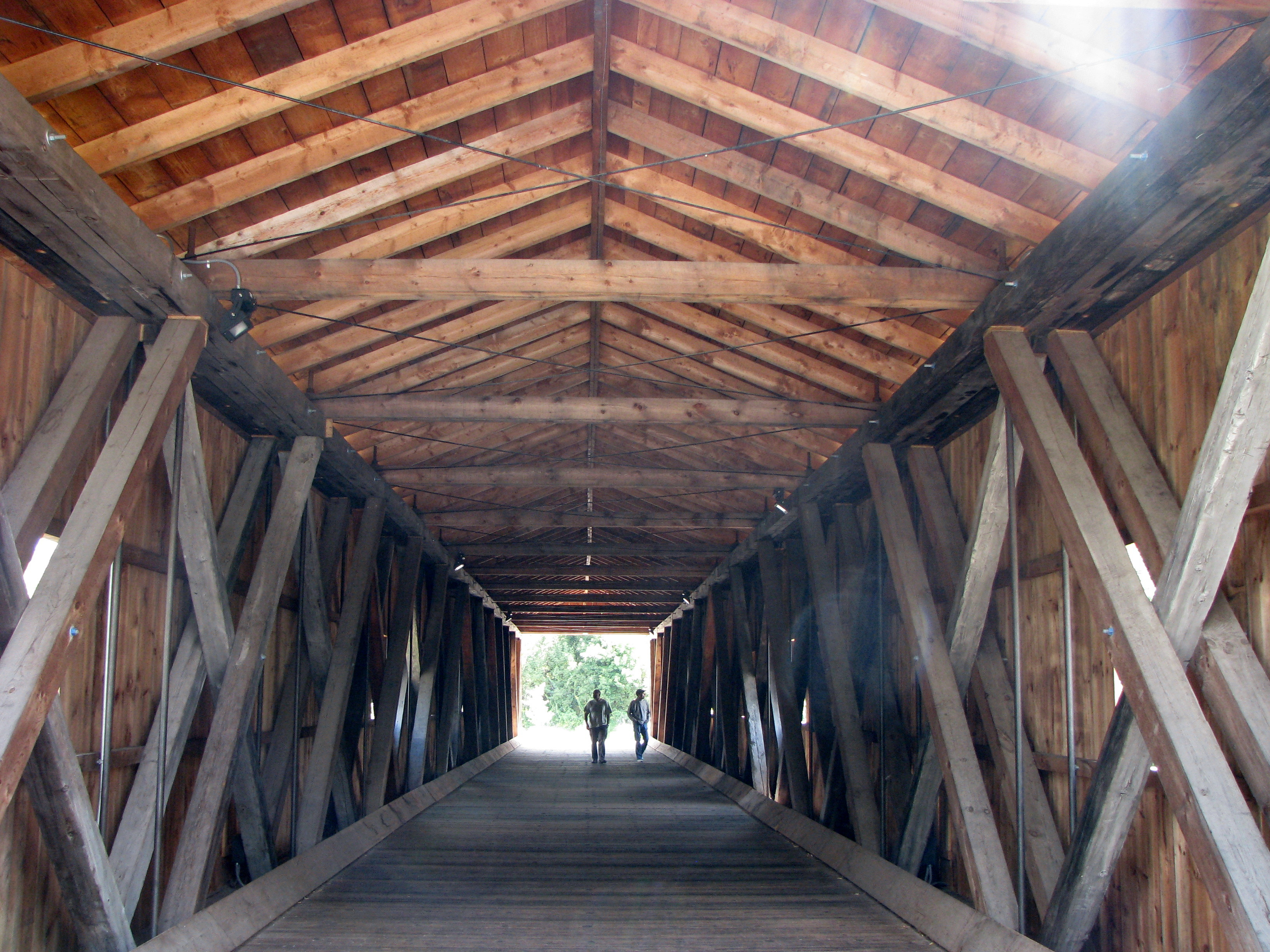
Howeträger, Jay Bridge (1857), NY, USA
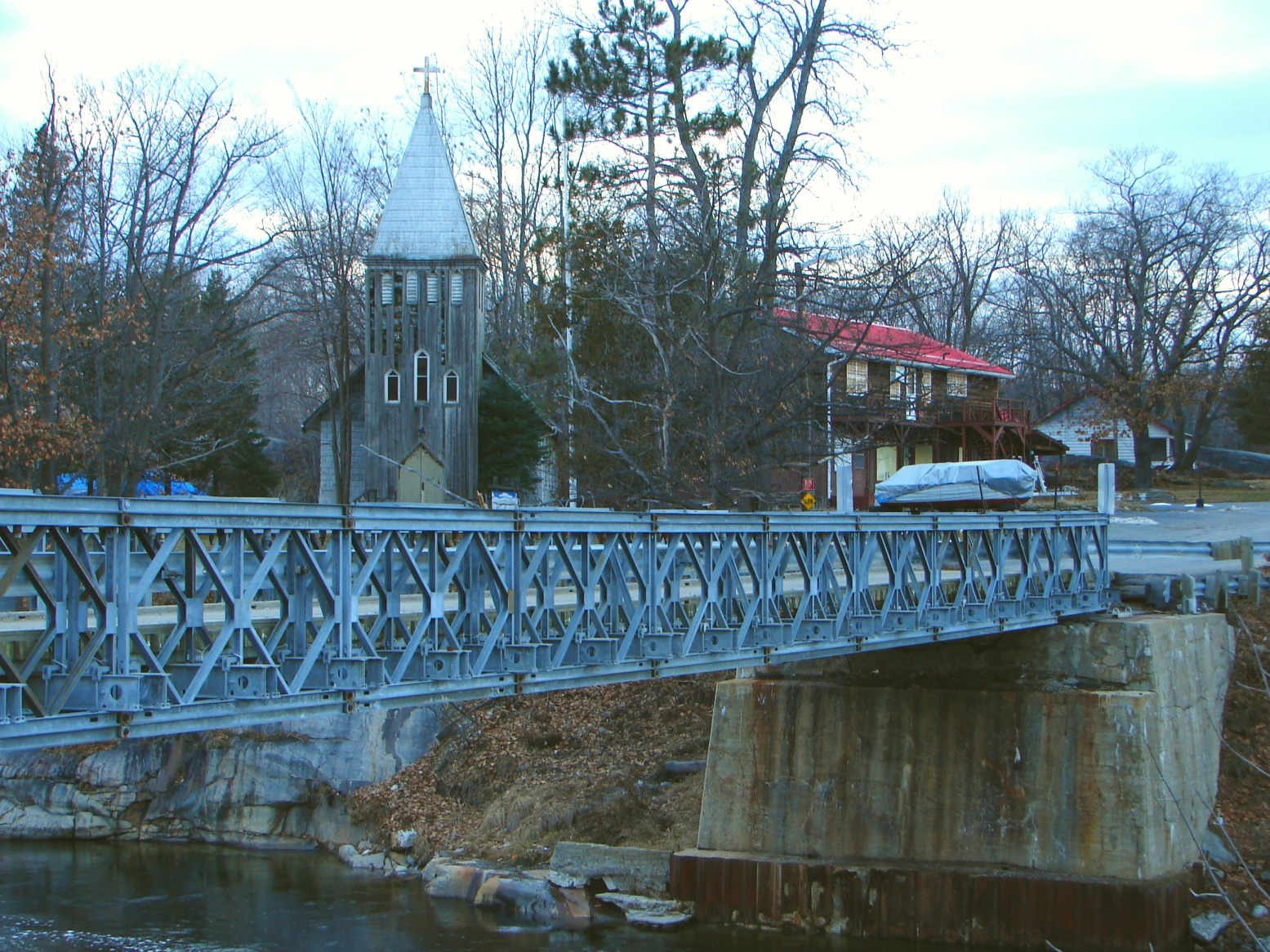
Bailey-Brücke in Ontario, Kanada
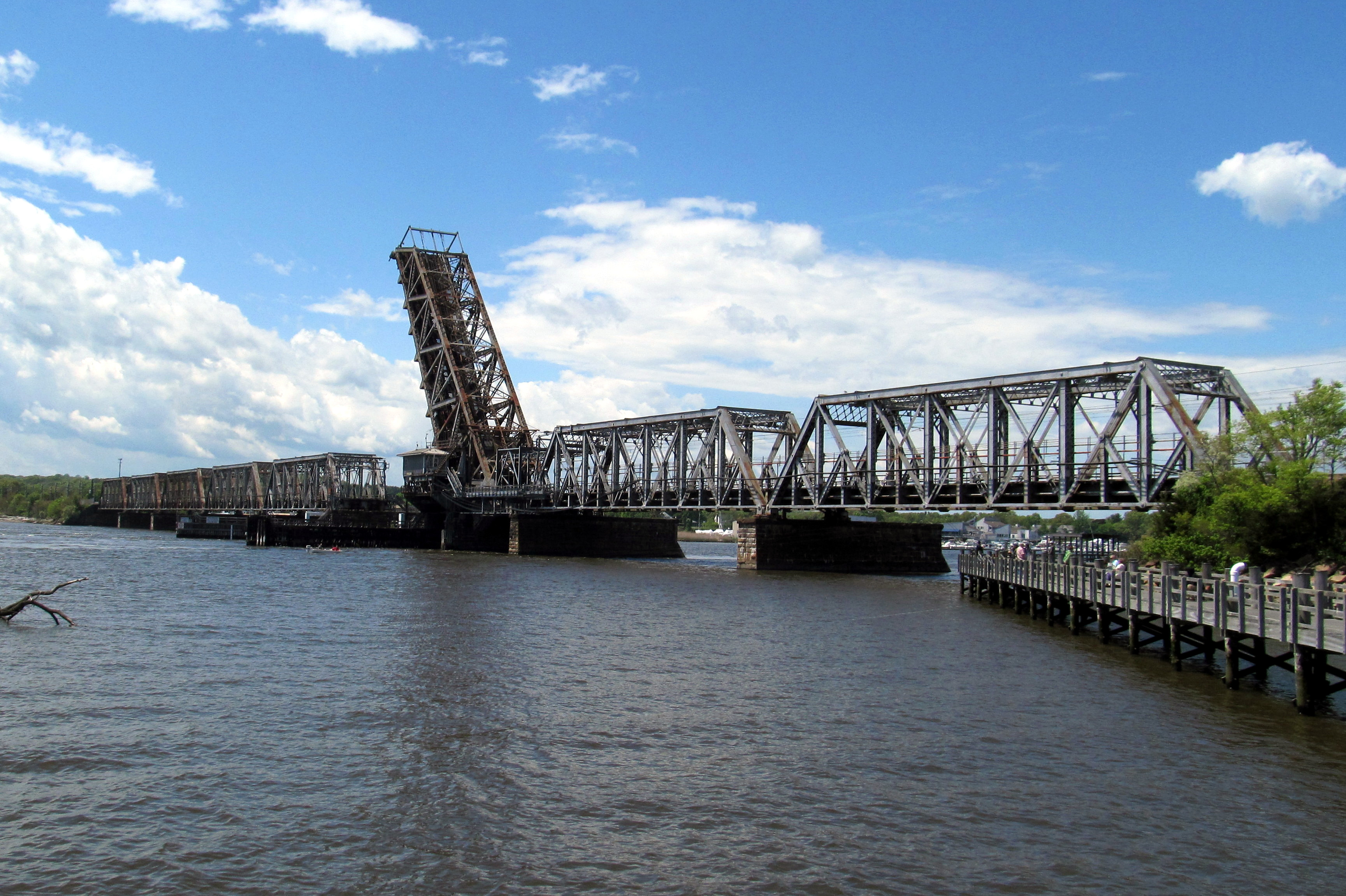
Baltimore truss, Amtrak Old Saybrook–Old Lyme Bridge (1907), Connecticut, USA
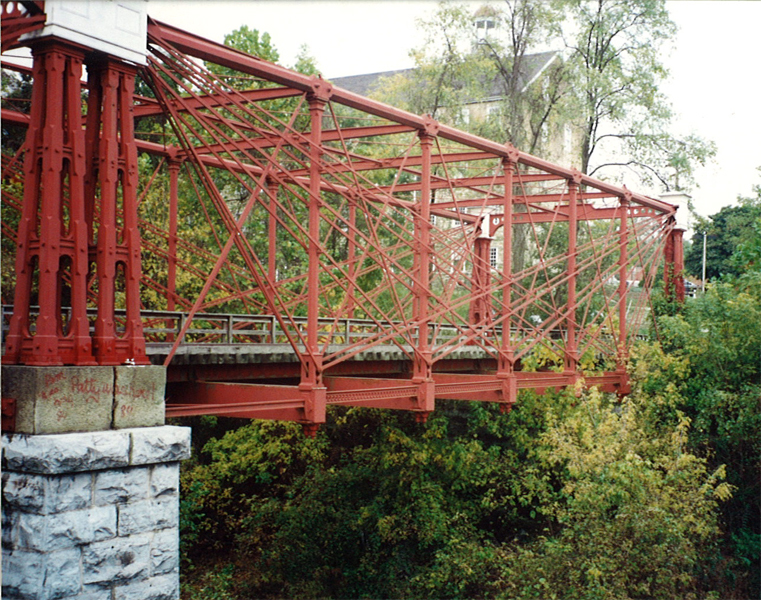
Bollman Truss Bridge (1869)
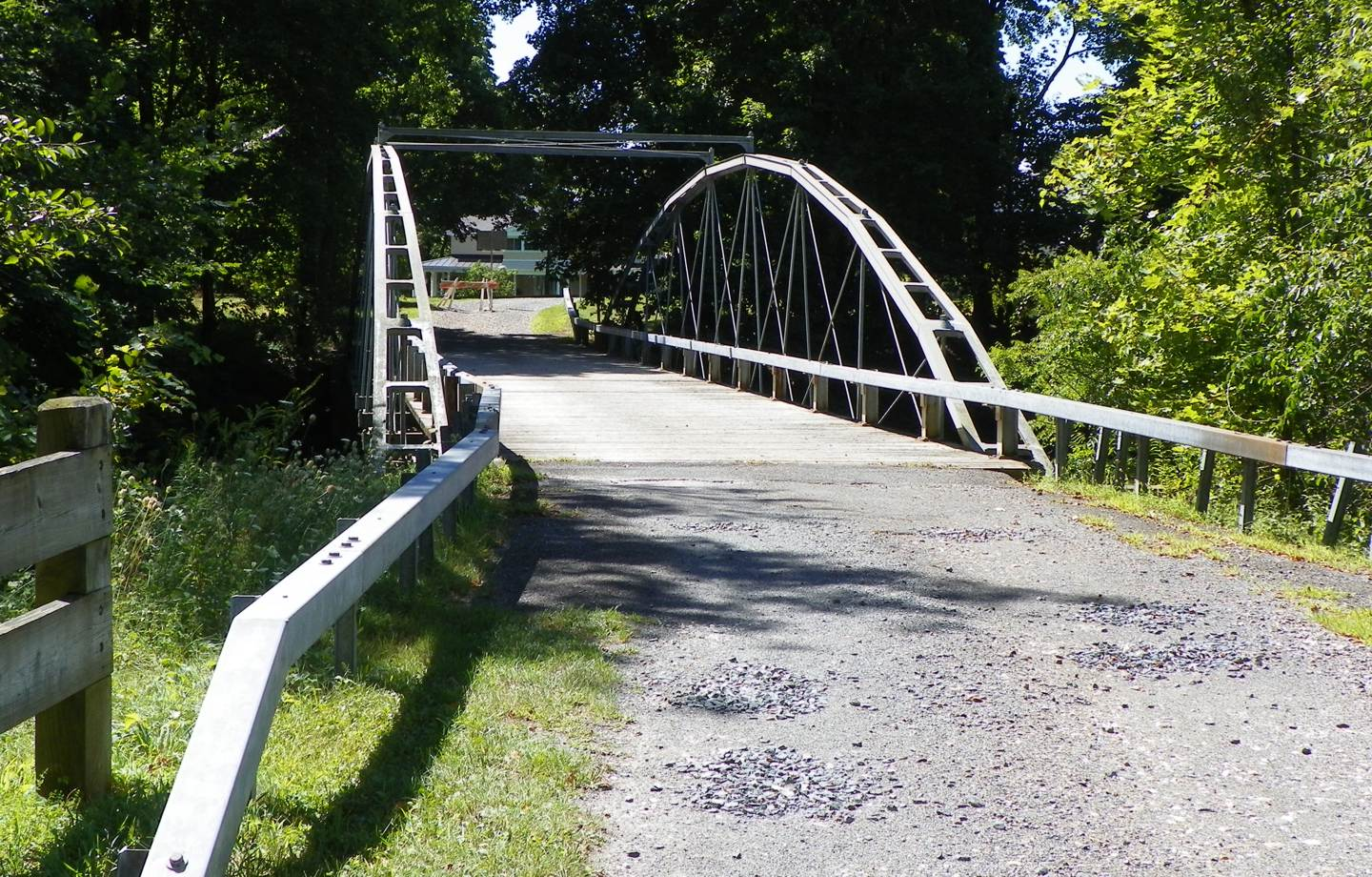
Bowstring truss (1869) über Norman’s Kill in Albany, NY, USA
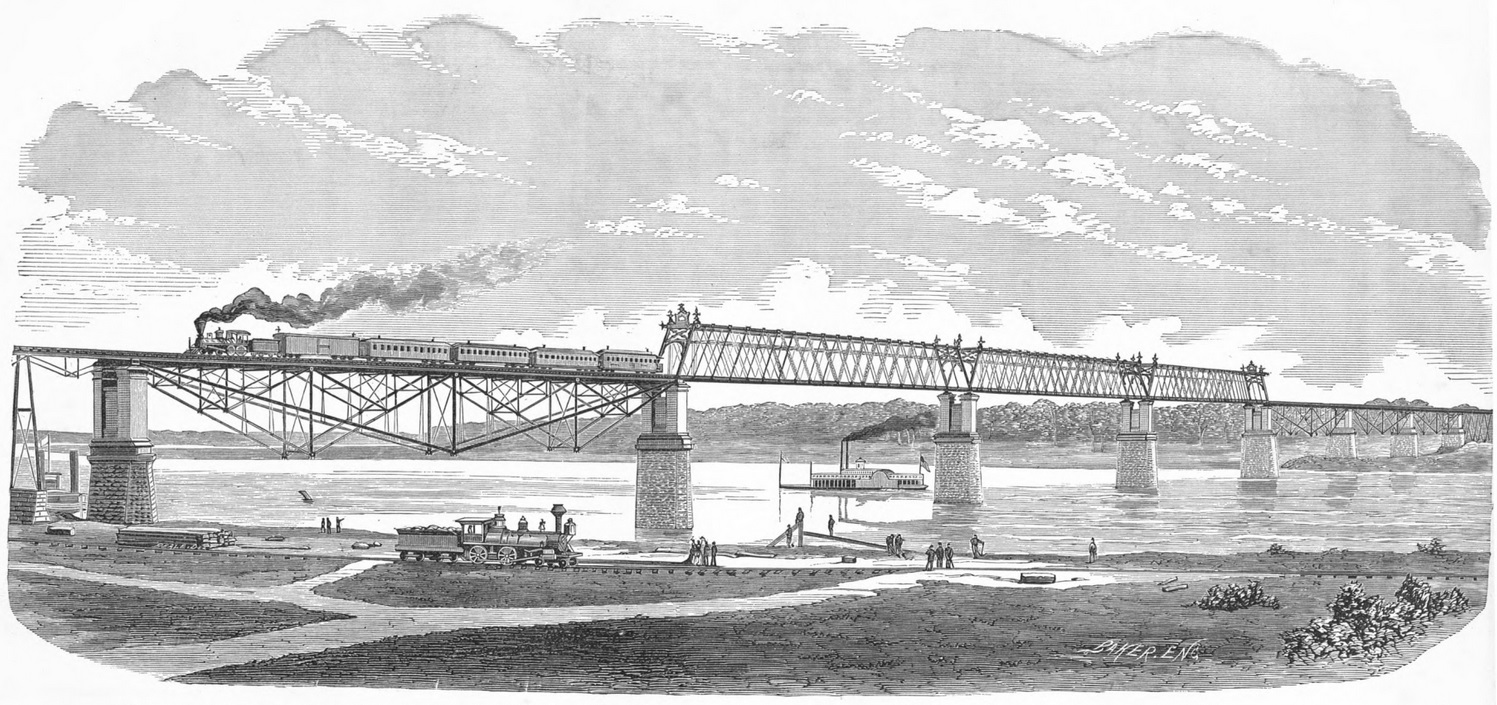
Finkträger, Wabash Bridge (Saint Charles) (1871). Missouri, USA
Linsenträger, Oulette Bridge (1883), Massachusetts, USA
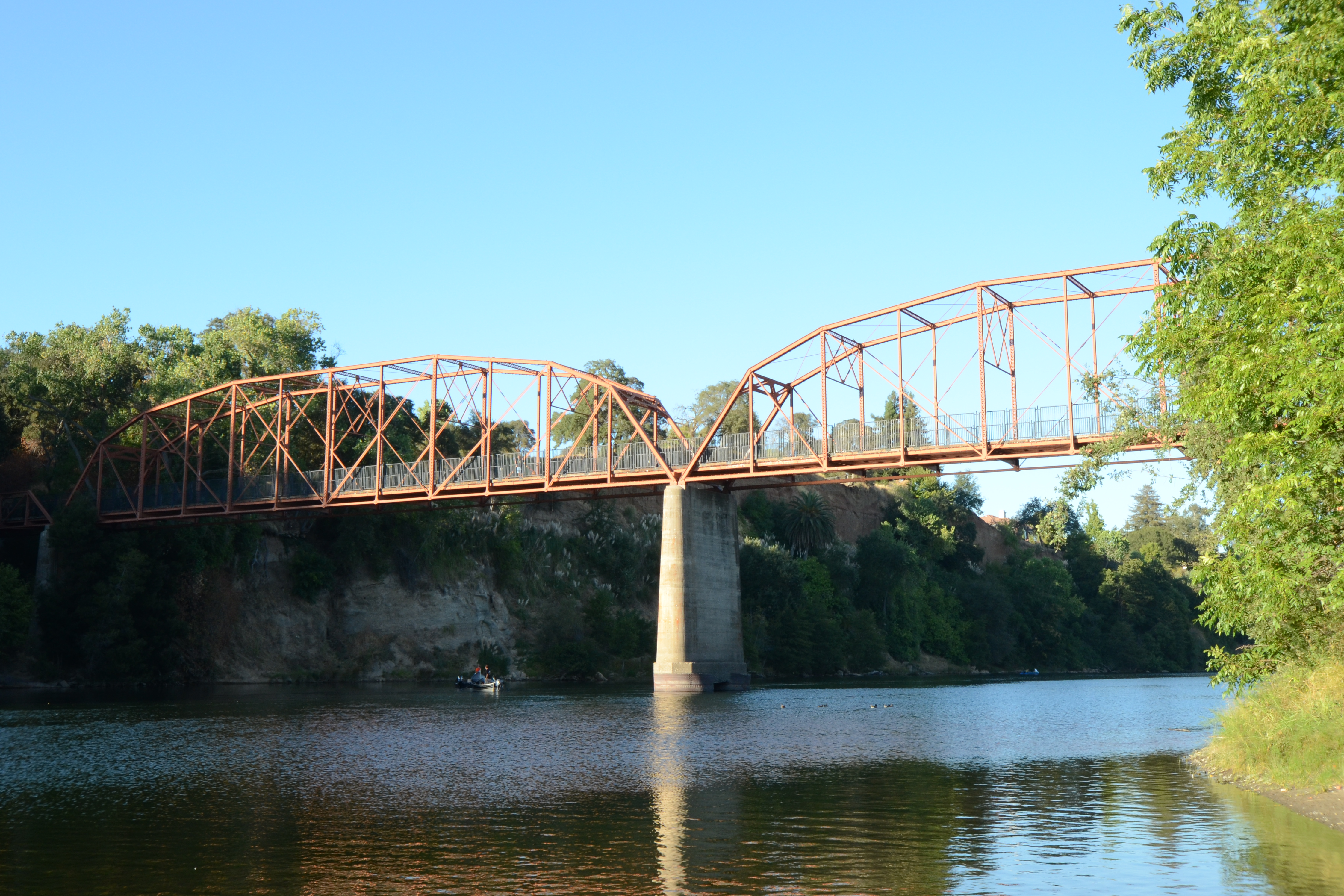
Pennsylvania Petit truss, Fair Oaks Bridge (1909), Kalifornien, USA
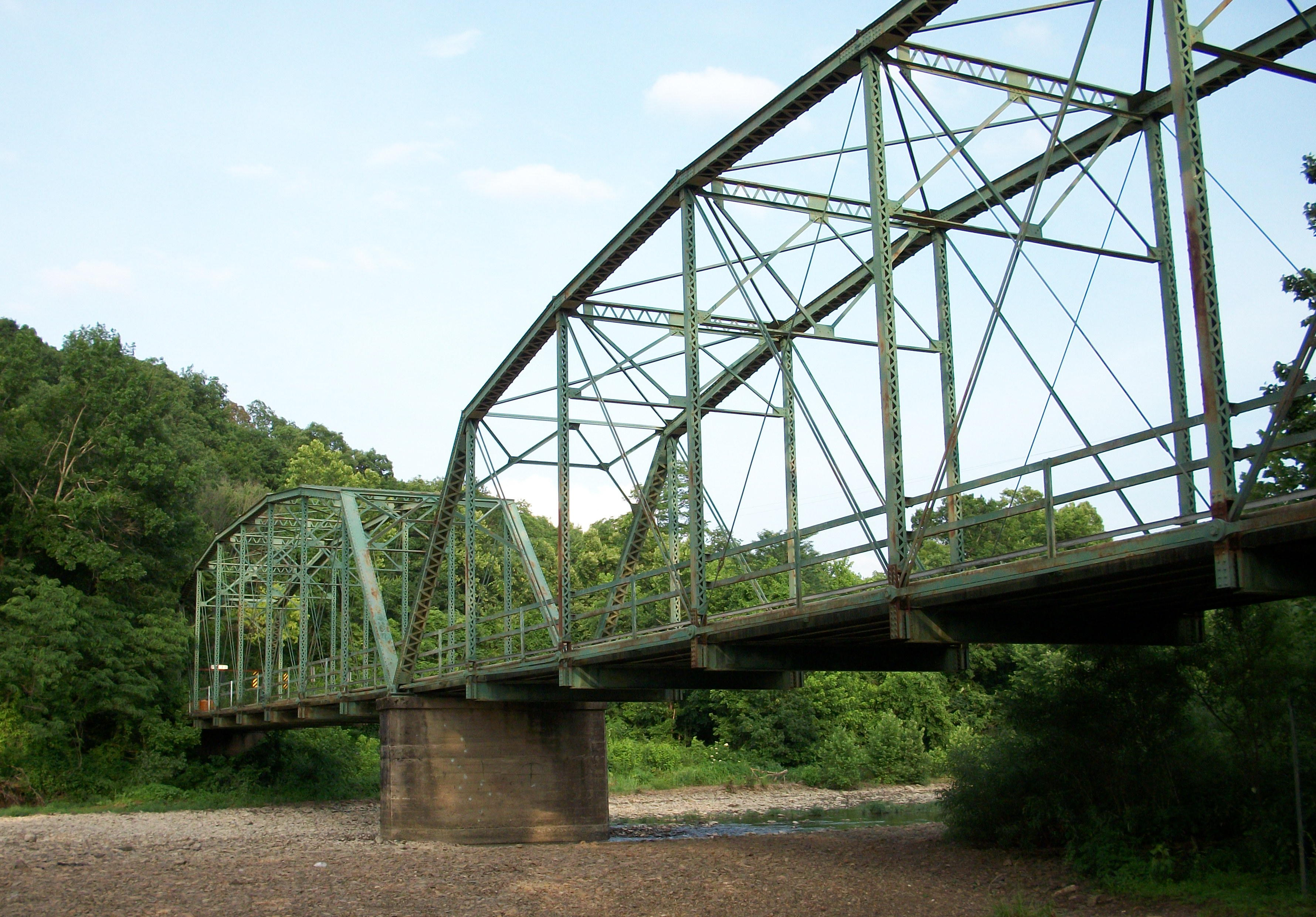
Parker truss, Woolsey Bridge (1925), Arkansas, USA
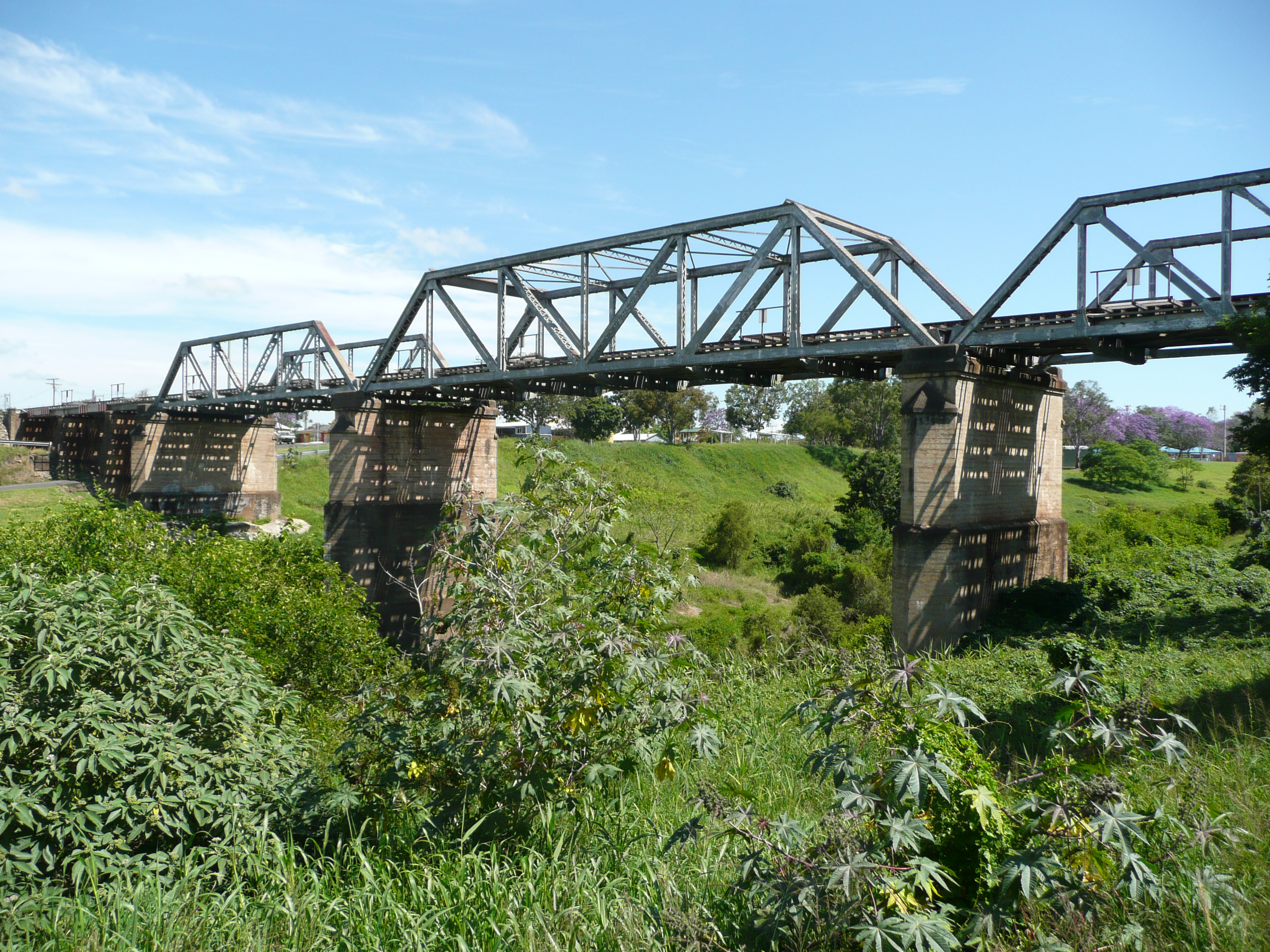
Pratt truss, Gatton Railway Bridge (1908), Queensland, Australien
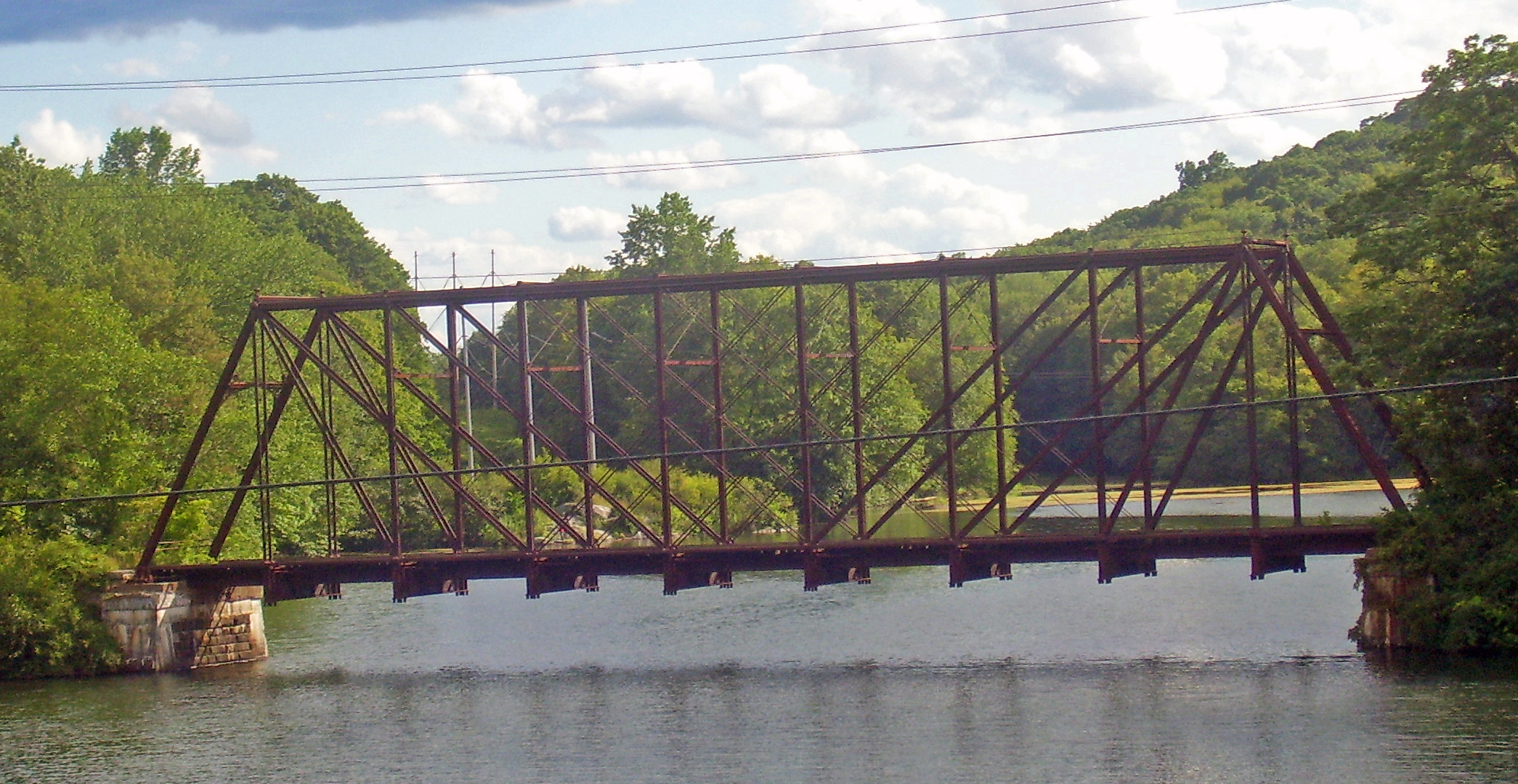
Whipple truss, Bridge L-158 (1883), NY, USA
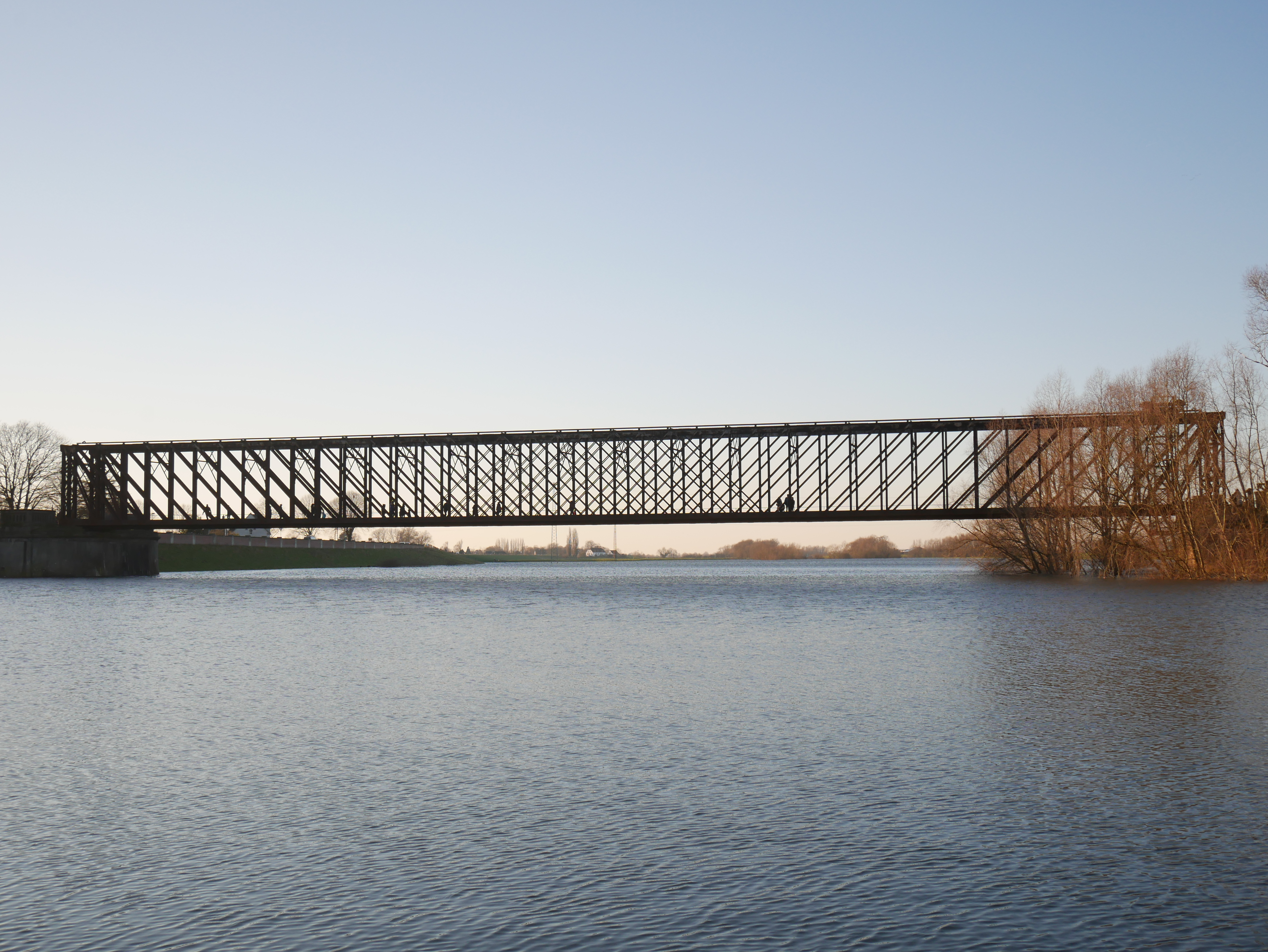
Mohniéträger, Griethausener Eisenbahnbrücke (1865)
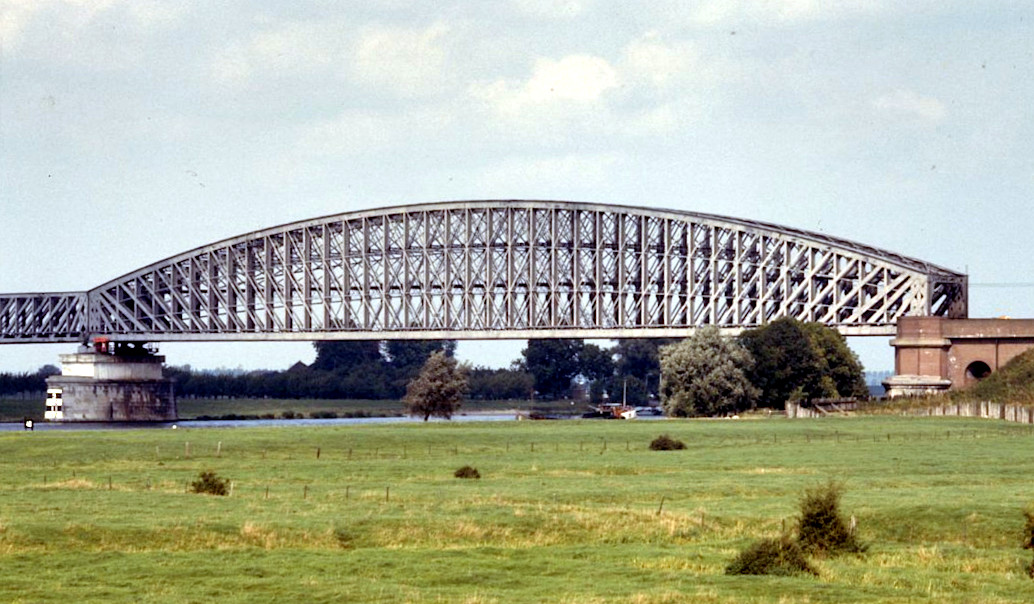
Eisenbahnbrücke Culemborg (1868), Niederlande
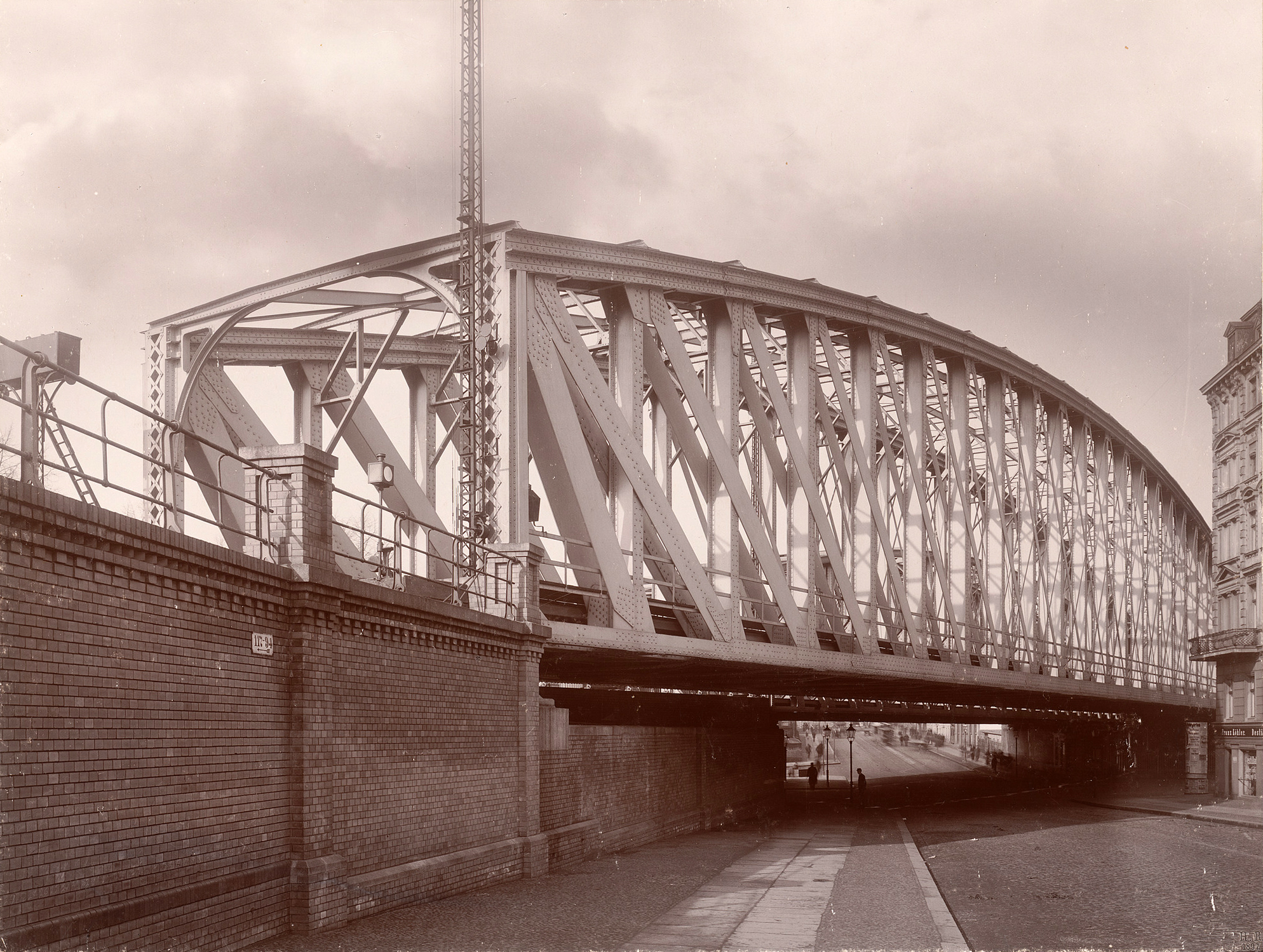
Liesenbrücken (1896), Berlin
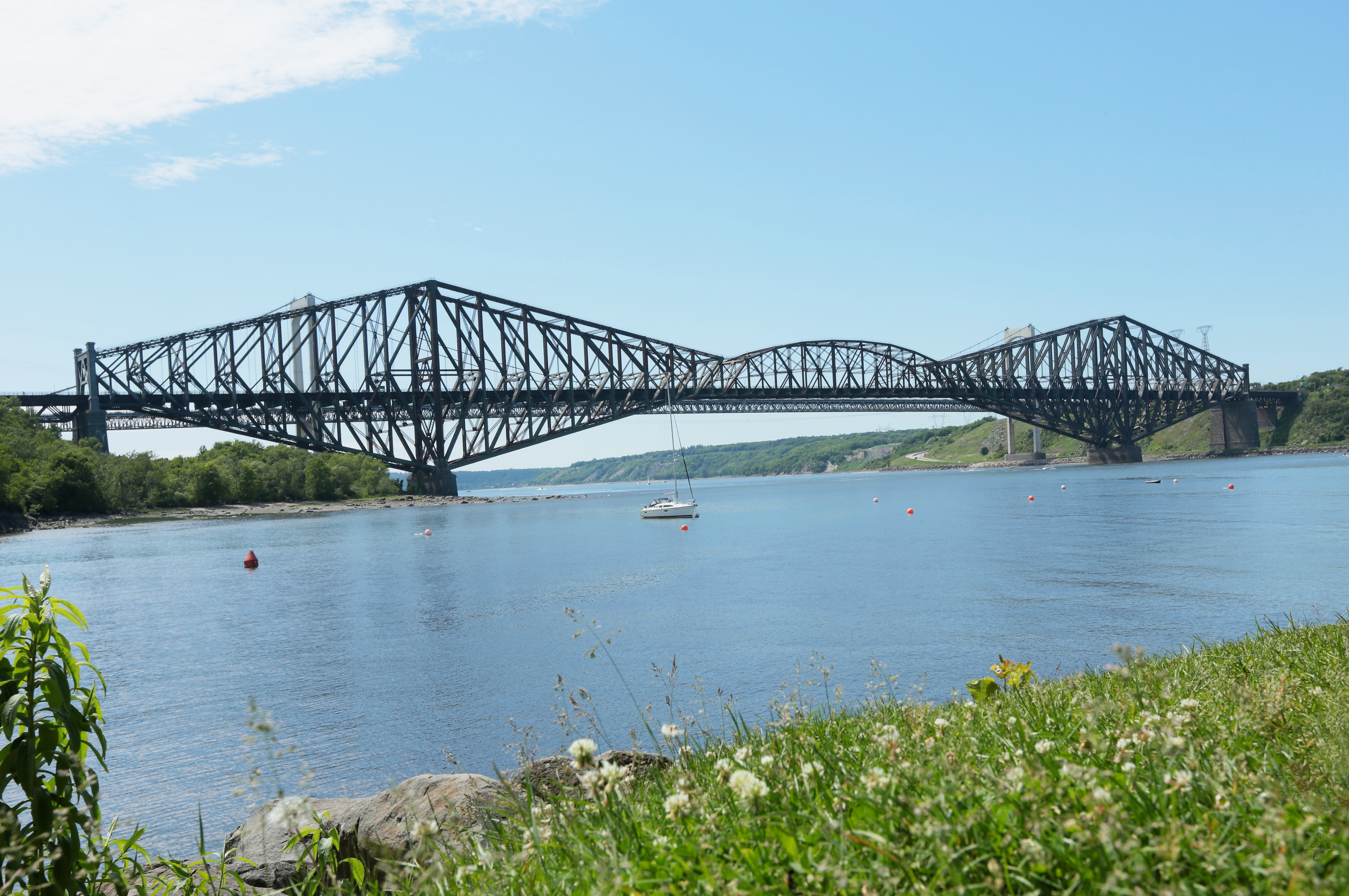
Québec-Brücke (1919), Kanada
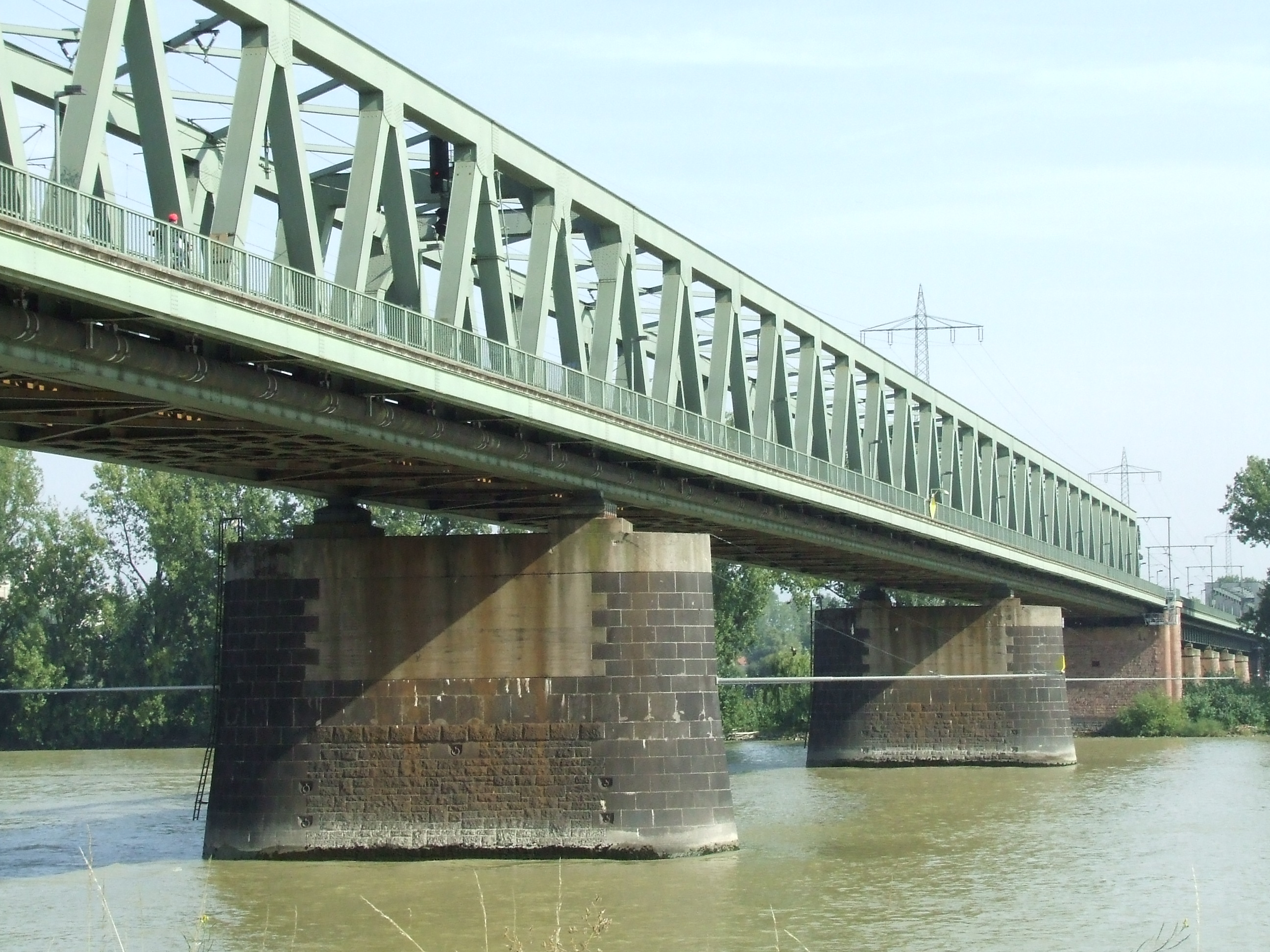
Warrenträger, Kaiserbrücke (Mainz) (1955)
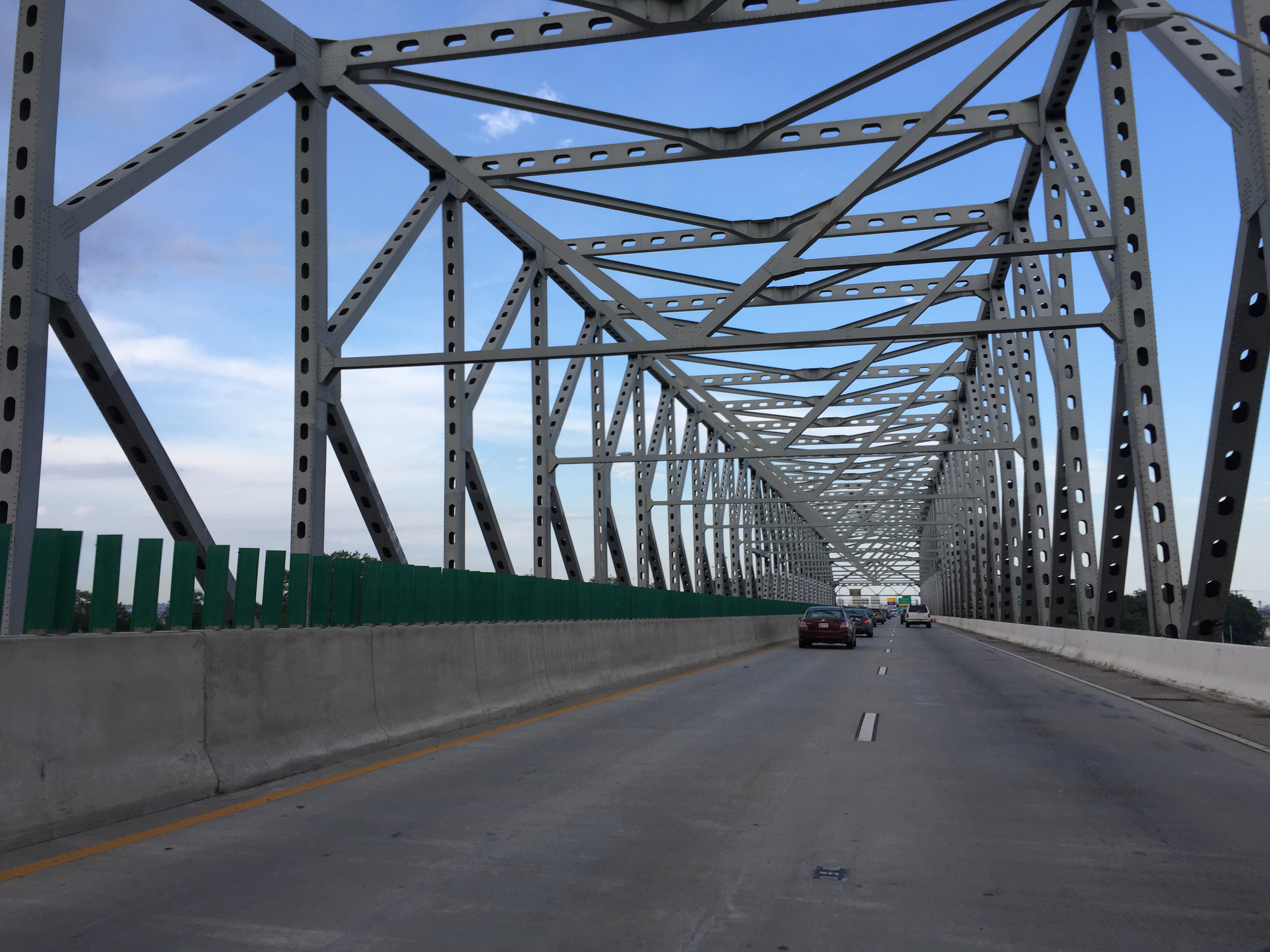
K-Truss Steel Bridge (Interstate 895) (~1957), Maryland, USA
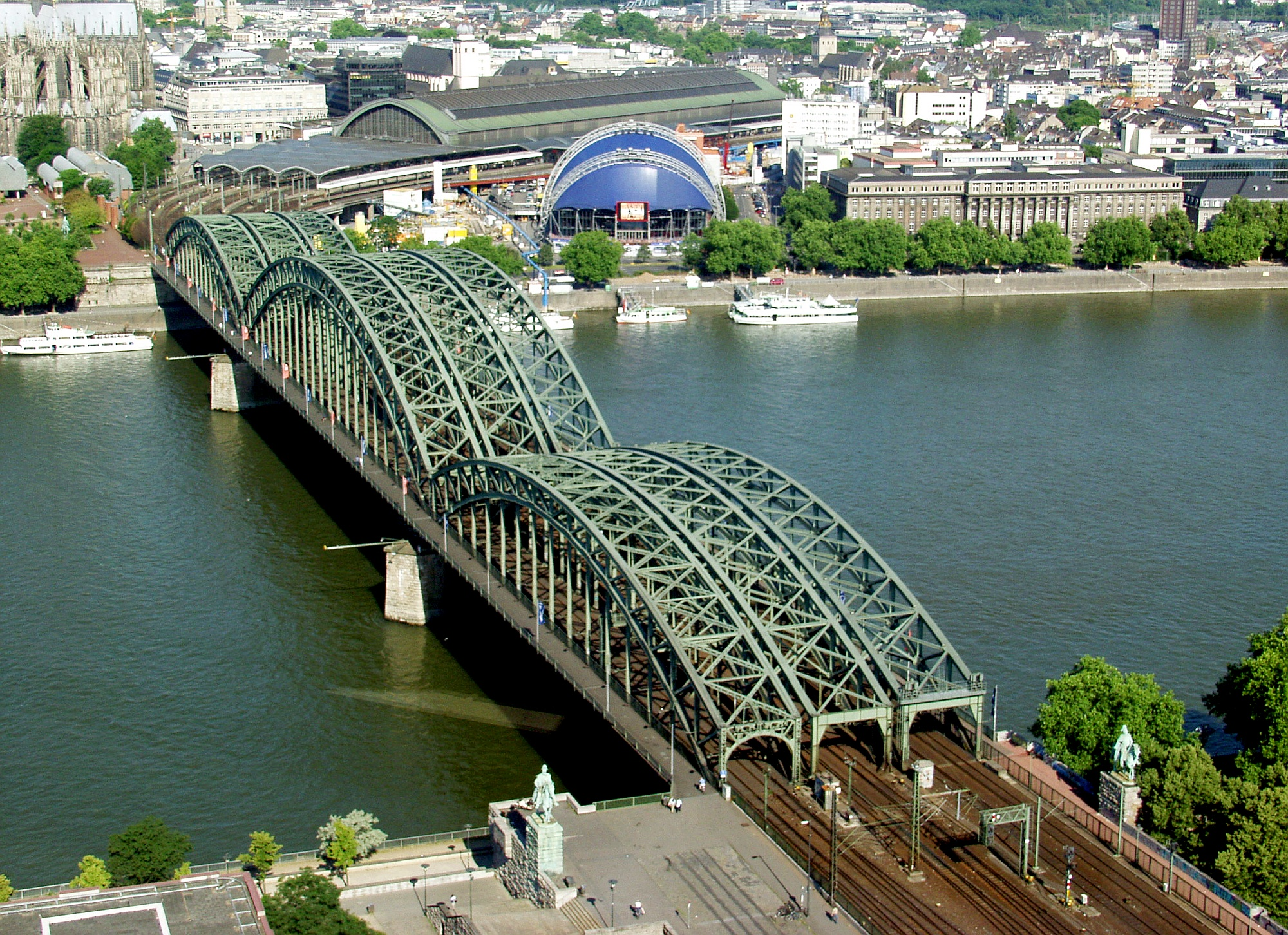
Fachwerk-Bogenbrücke, Hohenzollernbrücke (Köln) (1911, 1950er, 1986)
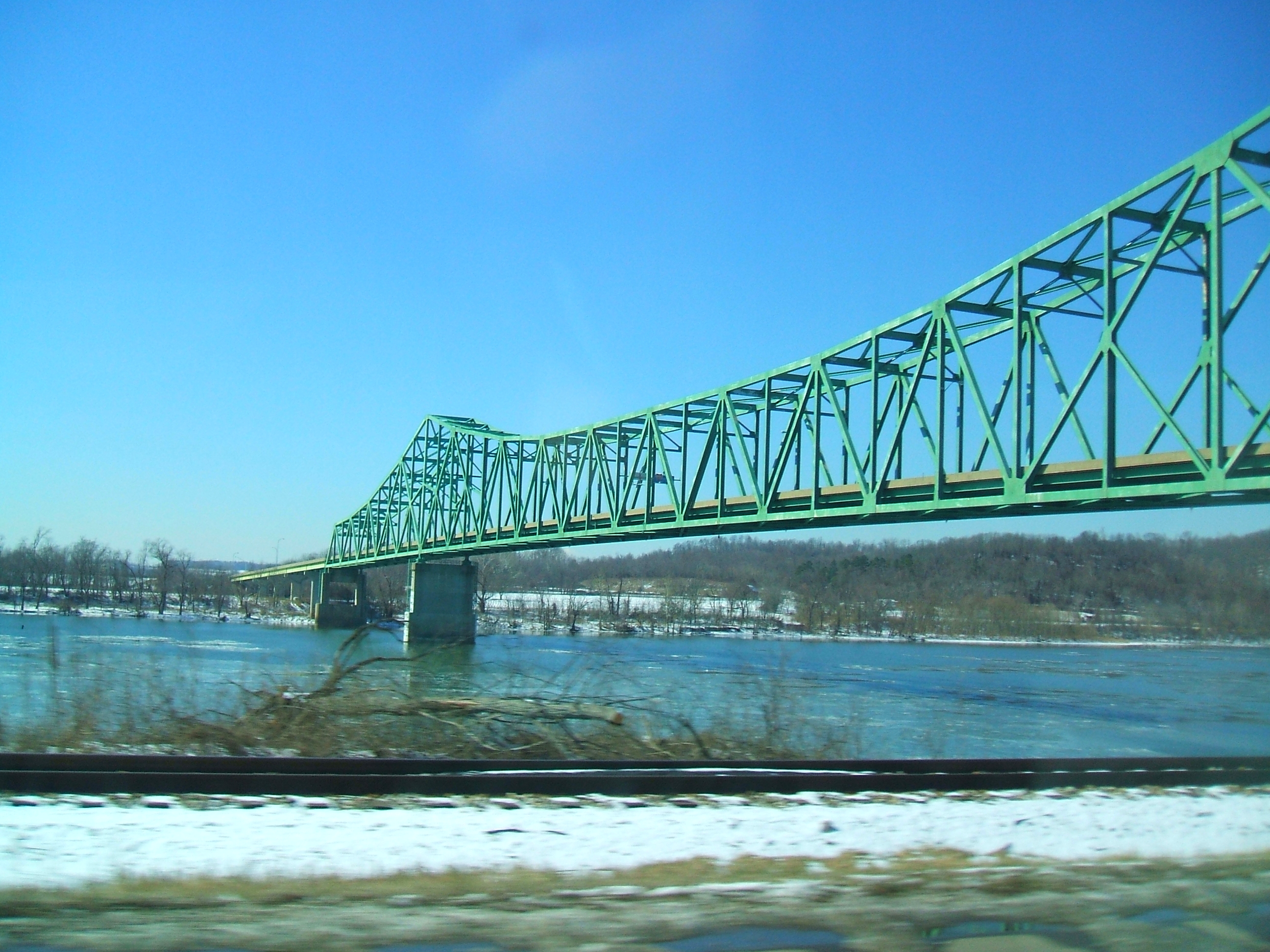
Ravenswood Bridge (1981) über den Ohio River, USA
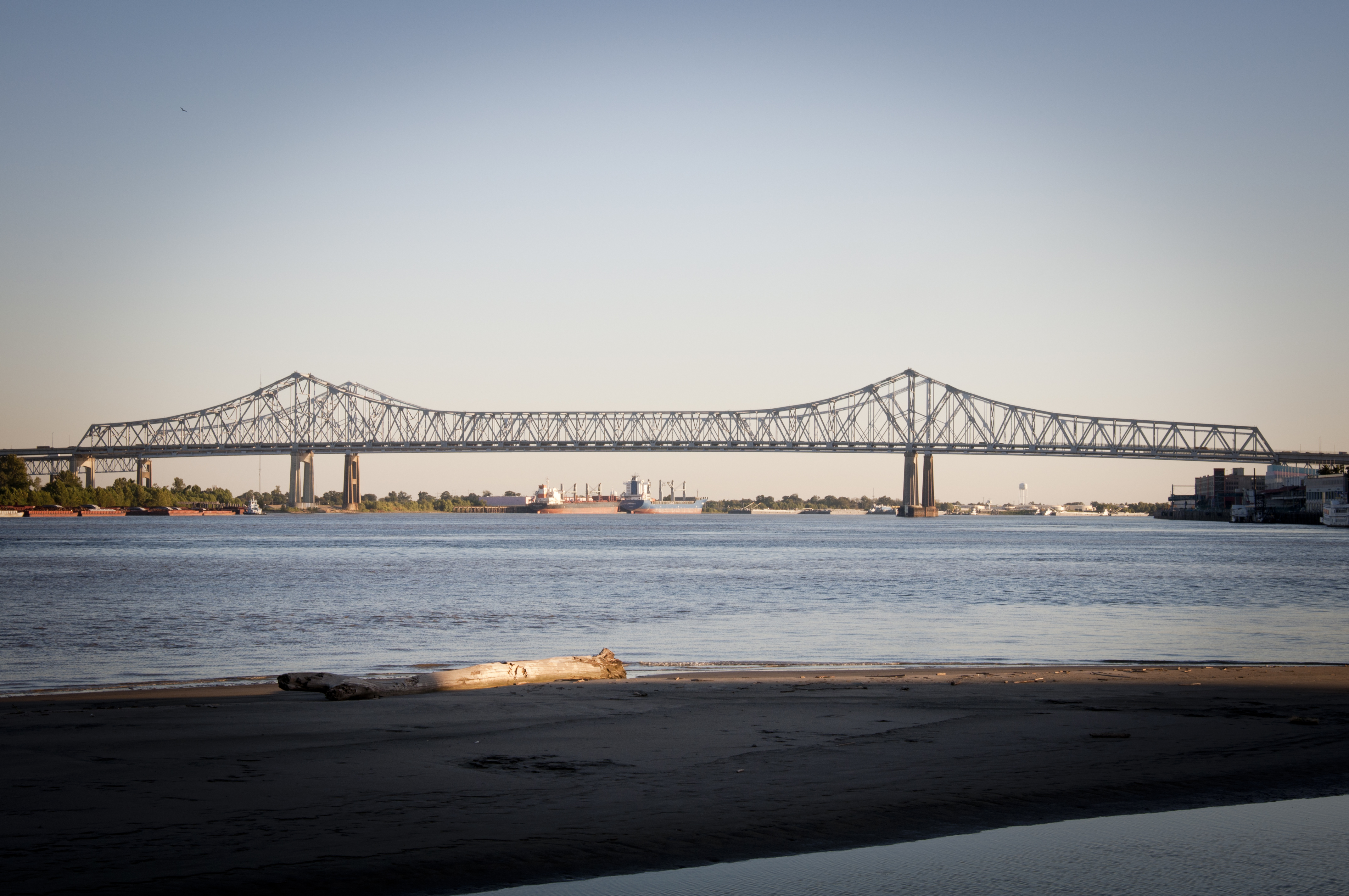
Crescent City Connection (1958 / 1988), New Orleans, USA
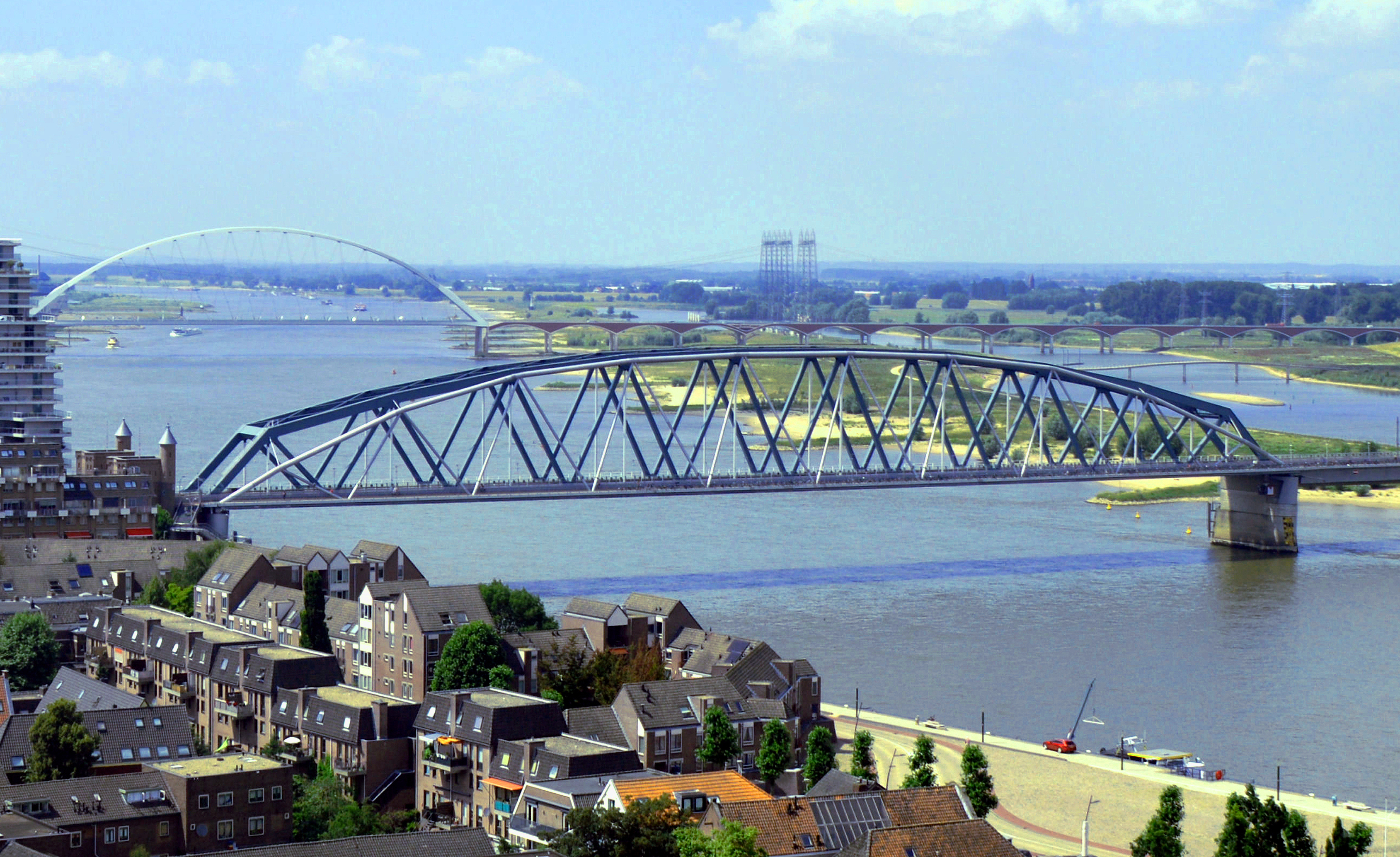
Eisenbahnbrücke Nijmegen (1983), Niederlande
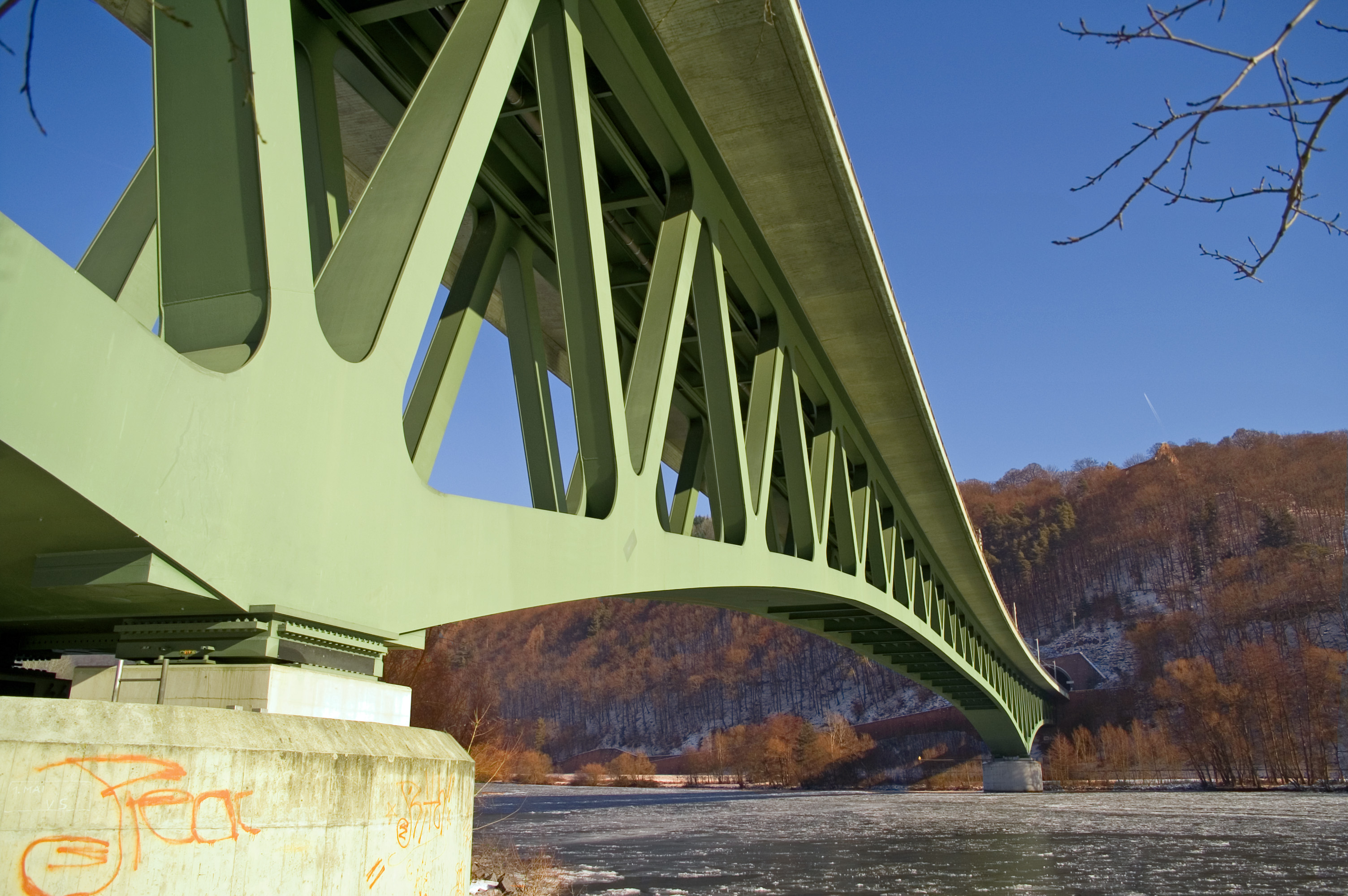
Warrenträger, Maintalbrücke Nantenbach (1993) über den Main, Deutschland
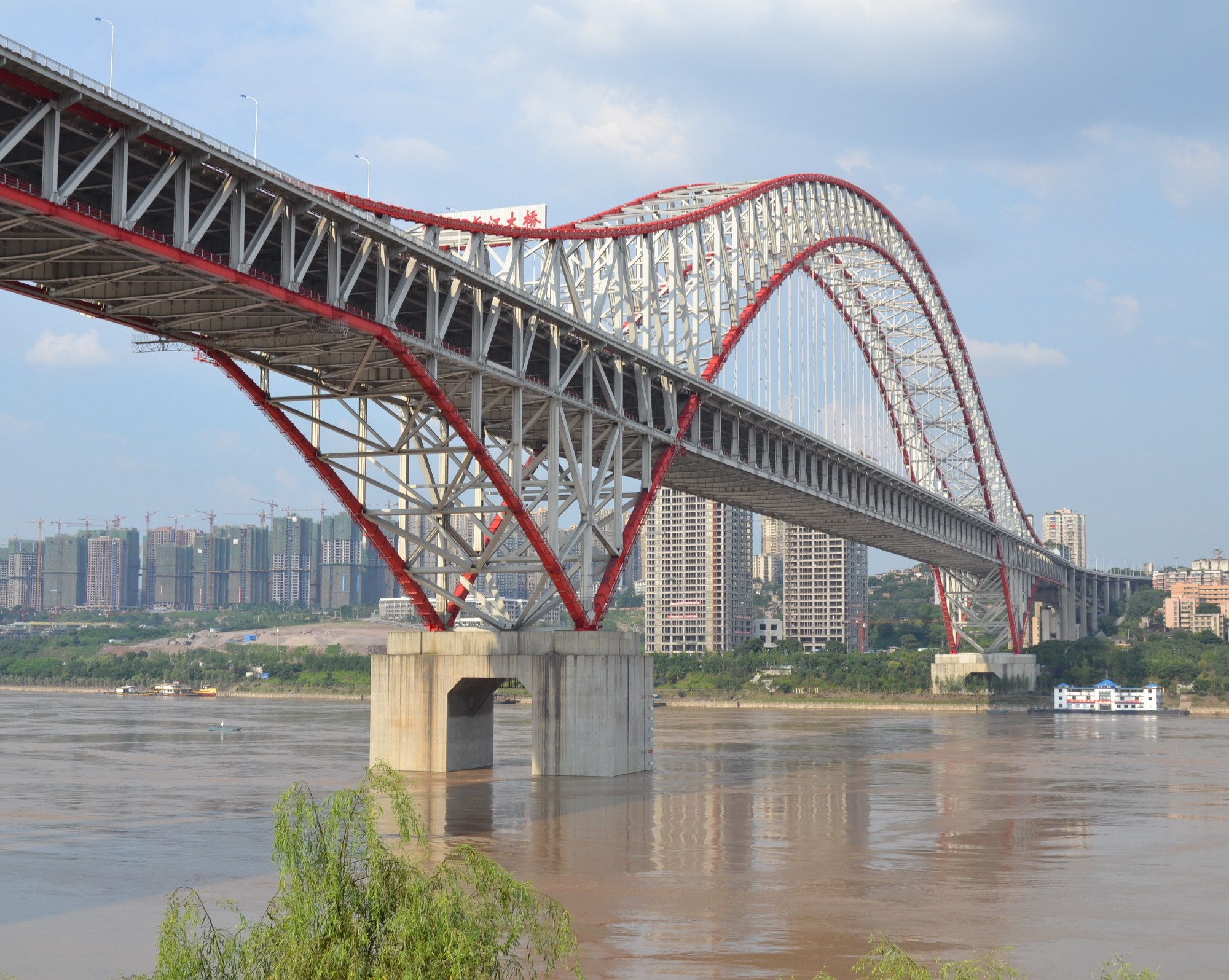
Chaotianmen-Yangtse-Brücke (2009), Chongqing, China